# Véraza
Véraza – miejscowość i gmina we Francji, w regionie Oksytania, w departamencie Aude.
Według danych na rok 1990 gminę zamieszkiwało 48 osób, a gęstość zaludnienia wynosiła 3 osoby/km² (wśród 1545 gmin Langwedocji-Roussillon Véraza plasuje się na 852. miejscu pod względem liczby ludności, natomiast pod względem powierzchni na miejscu 497.).